# إدموند إف. ويب
إدموند إف. ويب هو سياسي أمريكي، ولد في 30 يناير 1835، وتوفي في 7 ديسمبر 1898. نشط حزبياً في الحزب الجمهوري. وقد انتخب رئيس مجلس نواب ولاية مين ‏.